# I.R.$.
I.R.$. is een Belgische stripreeks die begonnen is in 1999 met Stephen Desberg als schrijver en Bernard Vrancken als tekenaar. sinds 2009 loopt er ook een spin-off reeks met dezelfde personages genaamd I.R.$. all watcher.

## Albums
Alle albums zijn geschreven door Stephen Desberg en getekend door Bernard Vrancken.
| Nummer | Titel                              | Cyclus                                 | Uitgever                                  | Jaar van uitgifte |
| ------ | ---------------------------------- | -------------------------------------- | ----------------------------------------- | ----------------- |
| 1      | De mazen van de wet                | De nazi's en het Joodse goud           | Le Lombard, Schreiber & Leser GmbH verlag | 1999              |
| 2      | De Hagen-strategie                 | De nazi's en het Joodse goud           | Le Lombard, Schreiber & Leser GmbH verlag | 2000              |
| 3      | Blue Ice                           | Narcotraffic                           | Le Lombard, Schreiber & Leser GmbH verlag | 2001              |
| 4      | Narcocratie                        | Narcotraffic                           | Le Lombard, Schreiber & Leser GmbH verlag | 2002              |
| 5      | Silicia Inc.                       | Federal corruption                     | Le Lombard, Schreiber & Leser GmbH verlag | 2003              |
| 6      | De omkoper                         | Federal corruption                     | Le Lombard, Schreiber & Leser GmbH verlag | 2004              |
| 7      | Corporate America                  | Oliedollars                            | Le Lombard, Schreiber & Leser GmbH verlag | 2005              |
| 8      | De zwarte oorlog                   | Oliedollars                            | Le Lombard                                | 2006              |
| 9      | Romeinse betrekkingen              | De geheime rekeningen van het Vaticaan | Le Lombard                                | 2007              |
| 10     | De loge van de moordenaars         | De geheime rekeningen van het Vaticaan | Le Lombard                                | 2008              |
| 11     | Gloria                             | Hollywood connection                   | Le Lombard                                | 2009              |
| 12     | In de naam van de president        | Hollywood connection                   | Le Lombard                                | 2010              |
| 13     | Het goud van Yamashita             | Het Extreme Oosten                     | Le Lombard                                | 2011              |
| 14     | De overlevenden van Nanking        | Het Extreme Oosten                     | Le Lombard                                | 2012              |
| 15     | De meerwaarde van de dood          | Handel in zielen                       | Le Lombard                                | 2014              |
| 16     | Oorlog in optie                    | Handel in zielen                       | Le Lombard                                | 2015              |
| 17     | Larry's paradise                   | Undercover                             | Le Lombard                                | 2016              |
| 18     | Kate's hell                        | Undercover                             | Le Lombard                                | 2017              |
| 19     | De financiële meesters             | Alt-Right                              | Le Lombard                                | 2018              |
| 20     | De beursdemonen                    | Alt-Right                              | Le Lombard                                | 2019              |
| 21     | De val van de engelen              | De senator                             | Le Lombard                                | 2020              |
| 22     | De heropstanding van de verdoemden | De senator                             | Le Lombard                                | 2021              |
| 23     | Green Fraud                        | Klimaatcriminaliteit                   | Le Lombard                                | 2022              |